# Galopen
Galopen (od fr. galop – szybki bieg) – nazwa kuriera pocztowego w trakcie powstania styczniowego (były to przeważnie kobiety). Galopen obsługiwał ruch pocztowy pomiędzy Ekspedyturą przy Sekretariacie Stanu a podległymi jej biurami ekspedycji.